# 北西越村
北西越村（きたにしごしむら）は、かつて新潟県三島郡にあった村。

## 地理
西側は日本海に面する。

## 沿革
- 1889年（明治22年）4月1日 - 町村制施行に伴い三島郡大和田村、郷本村、志戸橋村、山田村、明ケ谷村、松田村、田頭村、夏戸村が合併し、北西越村が発足。
- 1901年（明治34年）11月1日 - 三島郡寺泊町、西山村、潟村、野積村と合併し、寺泊町を新設して消滅。